# HMS Gloucester (D96)
Pour les autres navires du même nom, voir HMS Gloucester.
Pour les articles homonymes, voir D96.
Le HMS Gloucester est un destroyer de Type 42 de la Royal Navy lancé le 2 novembre 1982, mis en service le 11 septembre 1985. Il a été désarmé en juin 2011 et a été le dernier représentant à flot des destroyers lance-missiles du type 42 de la Royal Navy. En septembre 2015, il est remorqué de la base navale de Portsmouth jusqu’à Aliaga, en Turquie, où il va être démantelé.

## Historique
Il a notamment servi pendant la guerre du Golfe durant laquelle il intercepta un missile irakien Silkworm qui ciblait le USS Missouri et des chasseurs de mines alliés en tirant une salve de missiles Sea Dart. Le navire a également survécu bien qu'il ait heurté deux mines navales et a mené de nombreux abordages contre des navires irakiens. Les hélicoptères Lynx du navire ont également engagé sept navires de guerre irakiens. À la suite de ses efforts, son capitaine (commandant Philip Wilcocks) et vice-commandant (Lt Cdr David Livingstone) ont été décorés de la Distinguished Service Cross et le navire a été mentioned in Despatches.
Durant le conflit israélo-libanais de 2006, il a été le premier navire britannique à avoir été déployé pour évacuer les ressortissants britanniques de Beyrouth vers Chypre en trois voyages et a également été le dernier navire britannique à quitter Beyrouth. Il subit une refonte au chantier naval de Rosyth en Écosse en 2007 pour un montant évalué à 6 millions de pounds. Entre août 2010 et début 2011, il est déployé au large des îles Malouines et intercepte le 26 août 2010 le yacht Tortuga utilisé par des narcotrafiquants. Le 20 septembre 2010, le gouvernement d'Uruguay refuse au Gloucester à Montevideo sur fond de conflit de souveraineté des îles Malouines. Du 19 au 26 mai 2011, il prend part à l'exercice Saxon Warrior de l'OTAN mené au large du pays de Galles avec les marines canadienne, américaine, espagnole, allemande et suédoise. Il est finalement retiré du service le 30 juin 2011 sous le commandement de son dernier capitaine, David George.

## Armement

### Armement d'origine
- - 1 système de missiles anti-aériens de 2 Sea Dart GWS30 (22 Sea Dart)
  - 1 canon de marine de 4,5 pouces Mark 8 (en)
  - 2 x 2 canons anti-aériens de 30/70 GCM-A03 Oerlikon
  - 2 canons anti-aériens 20/90 GAM-B01
  - 2 canons anti-aériens 20/70 Oerlikon Mk 7A
  - 2 x 3 tubes lance-torpilles de 324mm STWS 2 TT
  - 1 hélicoptère Westland Lynx embarqué doté de quatre missiles anti-navires et deux torpilles anti-sous-marins.

Modernisation en 1987-1989 : suppression des 2 canons 30/75, ajout de 2 x 6 20/76 Mk 15 Phalanx et de 2 DEC laser dazzlers
2001 : suppression des 2 canons 20/70
2004 : remplacement du canon de marine de 4,5 pouces Mark 8 par un Mark 8 Mod.1.